# 大章克申 (愛達荷州)
大章克申（英語：Grand Junction）是位於美國愛達荷州庫特內縣的一個非建制地區。該地的面積和人口皆未知。

## 地理
大章克申的座標為47°43′45″N 116°58′26″W / 47.72917°N 116.97389°W，而該地的平均海拔高度為654米（即2146英尺）。